# Hôpital central de Vaasa
L'hôpital central de Vaasa (finnois : Vaasan keskussairaala) est l'hôpital central du district hospitalier de Vaasa situé dans le quartier d'Hietalahti à Vaasa en Finlande,,. 

## Présentation
Conçu par les architectes Inkeri et Erkki Linnasalmi, l'hôpital central de Vaasa est construit en 1952-1956.
Aujourd'hui, il fournit des services de soins médicaux spéciaux à 170 000 habitants des municipalités membres du District hospitalier de Vaasa. 
L'hôpital central de Vaasa est le seul hôpital non universitaire de Finlande à pratiquer la chirurgie à cœur ouvert. 
L'hôpital central de Vaasa compte 389 lits.
L'hôpital effectue environ 1,3 million d'examens et 33 000 interventions chirurgicales chaque année, et 1 450 enfants naissent chaque année à la maternité.

## Départements et services hospitaliers
- Départements de psychiatrie aiguë
- Service de dialyse
- Département de gériatrie spéciale
- Laboratoire Fimlab Vaasa
- Services chirurgique
- Physiologie clinique et radiologie
- Neurophysiologie clinique
- Département de pédiatrie
- Département de pédopsychiatrie
- Département de chirurgie et d'anesthésie
- Département de psychiatrie de l'adolescence
- Département d'oncologie
- Département de psychiatrie et de réadaptation
- Département de pathologie
- Orthophonie
- Département d'urgence
- Chirurgie de jour
- Service de radiologie
- Hygiène hospitalière
- Département de médecine interne et de neurologie
- Départements de cardiologie
- Département d'obstétrique et de gynécologie
- Département de radiothérapie
- Département de la nutrition
- Service de rééducation

## Cliniques et traitements ambulatoires
- Clinique ambulatoire HAL
- Clinique de dermatologie
- Clinique d'allaitement
- Clinique thoracique et de neurologie
- Clinique de la douleur
- Clinique de chirurgie ambulatoire
- Clinique d'Oto-Rhino-Laryngologie
- Services de réadaptation
- Département de neurologie pédiatrique
- Clinique de pédiatrie
- Clinique de pédopsychiatrie
- Clinique de gynécologie
- Clinique de psychiatrie de l'adolescence
- Clinique d'oncologie
- Clinique préopératoire
- Clinique psychiatrique
- Clinique de médecine interne
- Unité d'ophtalmologie
- Clinique  bucco-dentaire
- Clinique d'obstétrique
- Salle d'accouchement
- Maternité